# 김충용 (정치인)
김충용(金忠勇, 1939년 2월 14일 ~ )은 대한민국의 정치인이다. 제31·32대 종로구청장을 역임했다.

## 역대 선거 결과
|  | 44.94% |

|  | 41.22% |

|  | 43.01% |

|  | 53.48% |